# (10251) Mulisch
(10251) Mulisch – planetoida z pasa głównego asteroid okrążająca Słońce w ciągu 3 lat i 204 dni w średniej odległości 2,33 j.a. Została odkryta 26 marca 1971 roku przez Cornelisa i Ingrid van Houtenów na płytach Palomar Schmidt wykonanych przez Toma Gehrelsa. Nazwa planetoidy pochodzi od Harry'ego Mulischa (ur. 1927), holenderskiego pisarza. Przed nadaniem nazwy planetoida nosiła oznaczenie tymczasowe (10251) 3089 T-1.